# آرثر س. مارتينيز
آرثر س. مارتينيز (بالإنجليزية: Arthur C. Martinez)‏ هو شخصية أعمال أمريكي، ولد في 25 سبتمبر 1939.